# Vinyoles d'Amunt
Vinyoles d'Amunt és una masia de la Cellera de Ter (Selva) inclosa a l'Inventari del Patrimoni Arquitectònic de Catalunya. Es tracta d'una masia que consta de dues plantes i golfes.

## Descripció
El cos original i primigeni contempla planta baixa i primer pis, i està cobert amb una teulada a dues aigües de vessants a façana amb un ràfec format per tres fileres de rajola. La composició del ràfec és la següent: primer una filera de rajola plana, llavors una filera de rajola acabada en punta de diamant, complementada per una altra filera de rajola plana. En la planta baixa trobem dos elements significatius: en primer lloc, destacar el gran portal d'accés adovellat d'arc de mig punt amb unes dovelles ben escairades i de grans proporcions. En segon lloc, ressaltar una protuberància de planta semicircular que aflora en aquest sector i que executaria les tasques de pou. El primer pis consta de dues obertures a remarcar especialment la gran finestra rectangular amb llinda monolítica conformant un arc pla, muntants de pedra ben escairats i ampit treballat. Sota l'ampit trobem la solució que consisteix en disposar una sèrie de blocs de pedra - que sol oscil·lar entre dos i tres- com a mesura de reforç en la sostentació de la pesant finestra.
Aquest cos original va experimentar diverses intervencions en diferents moments històrics que es van traduir en matèria d'ampliació sistemàtica de l'espai físic del casal. Així a la dreta es va afegir o adossar una construcció de tres plantes coberta amb una teulada a una sola aigua de vessant a lateral amb un ràfec de quatre fileres que combina rajola i teula. Un ràfec estructurat de la següent manera: una primera filera de rajola plana, seguida d'una filera de teula, complementada per una altra filera de rajola plana i coronat finalment per una filera de teula. Mentre que a l'esquerra trobem adossat una construcció de dues plantes amb coberta a dues aigües de vessants a façana amb un ràfec format per una doble filera de teula i rajola, la qual està ornada amb una filera de cossos triangulars pintats amb calç. Paral·lelament cal comentar que aquesta construcció va experimentar una altra intervenció posterior, concretada amb l'ampliació del teulat.
Pel que fa al tema dels materials, prima la pedra, especialment els còdols de riu sense desbastar i treballar en el que seria tot l'espai físic de l'immoble. Trenca aquest ritme o uniformitat compositiva la pedra sorrenca focalitzada en el portal d'accés i la finestra del primer pis.
A mode d'apunt cal ressaltar dos elements interessants directament vinculats amb la masia, com són: per una banda, l'empedrat dipositat davant de la masia i compost per uns blocs de pedra de grans dimensions. Mentre que per l'altra, una construcció coberta amb una teulada a dues aigües de vessants a laterals i que executaria les tasques de graner o paller.

## Història
Les masies de la Cellera de Ter es poden classificar en tres grups. Per les seves característiques intrínseques la masia de Vinyoles d'Amunt l'enquadraríem dins d'un segon grup, el més nombrós. Aquest segon grup correspon als masos que presenten unes reformes i ampliacions que van des de la darreria del 1500 a les acaballes del 1600. És l'època de les grans portalades dovellades, dels finestrals gòtics lobulats i de les finestres senzilles i renaixentistes sense decoració. Vinyoles d'Amunt és una remarcable masia del Plademunt, exemple de la divisió dels masos per l'augment de la població en la baixa edat mitjana.